# Whitehead-Mannigfaltigkeit
In der Mathematik ist die Whitehead-Mannigfaltigkeit ein Beispiel einer kontrahierbaren 3-Mannigfaltigkeit, die nicht homöomorph zum euklidischen Raum {\displaystyle \mathbb {R} ^{3}} ist.
J. H. C. Whitehead hatte 1934 einen Beweis der Poincaré-Vermutung veröffentlicht, in dem er zunächst bewiesen haben wollte, dass jede kontrahierbare 3-Mannigfaltigkeit homöomorph zum {\displaystyle \mathbb {R} ^{3}} ist, woraus er die Poincaré-Vermutung (jede einfach zusammenhängende geschlossene 3-Mannigfaltigkeit ist homöomorph zur {\displaystyle S^{3}}) erhielt. Im Folgejahr entdeckte er einen Fehler in seinem Beweis und das Beispiel der Whitehead-Mannigfaltigkeit. Diese ist kontrahierbar, aber nicht einfach zusammenhängend im Unendlichen, womit sie nicht homöomorph zum {\displaystyle \mathbb {R} ^{3}} sein kann und seine erste Behauptung widerlegt.

## Konstruktion
Konstruiere eine Folge {\displaystyle W_{i}} von in der 3-Sphäre {\displaystyle S^{3}} eingebetteten Volltori wie folgt. 
1. Schritt: {\displaystyle W_{1}} ist ein unverknoteter Volltorus in {\displaystyle S^{3}}.
2. Schritt: {\displaystyle W_{2}} ist in {\displaystyle W_{1}} so eingebettet, dass der Kern von {\displaystyle W_{2}} mit dem Meridian von {\displaystyle W_{1}} eine Whitehead-Verschlingung bildet.
...
i. Schritt: {\displaystyle W_{i+1}} ist in {\displaystyle W_{i}} so eingebettet, dass der Kern von {\displaystyle W_{i+1}} mit dem Meridian von {\displaystyle W_{i}} eine Whitehead-Verschlingung bildet.
...
Die Whitehead-Mannigfaltigkeit ist das Komplement der Schnittmenge {\displaystyle \bigcap _{i\in \mathbb {N} }W_{i}} in {\displaystyle S^{3}}, oder äquivalent die Vereinigungsmenge {\displaystyle \bigcup _{i\in \mathbb {N} }N_{i}} mit {\displaystyle N_{i}=S^{3}\setminus W_{i}}.

## Topologische Eigenschaften
Die Whitehead-Mannigfaltigkeit {\displaystyle W} ist kontrahierbar und {\displaystyle W\times \mathbb {R} \cong \mathbb {R} ^{4}},
Sie ist nicht einfach zusammenhängend im Unendlichen. Ihre Ein-Punkt-Kompaktifizierung ist der Quotient von {\displaystyle S^{3}}, wenn alle Punkte aus {\displaystyle \bigcap _{i\in \mathbb {N} }W_{i}} miteinander identifiziert werden.
Sie ist die Vereinigung zweier Kopien des {\displaystyle \mathbb {R} ^{3}}, deren Durchschnitt ebenfalls homöomorph zum {\displaystyle \mathbb {R} ^{3}} ist.

## Differentialgeometrie
Die Whitehead-Mannigfaltigkeit trägt keine vollständige Riemannsche Metrik positiver Skalarkrümmung.